# گشایش (موسیقی)

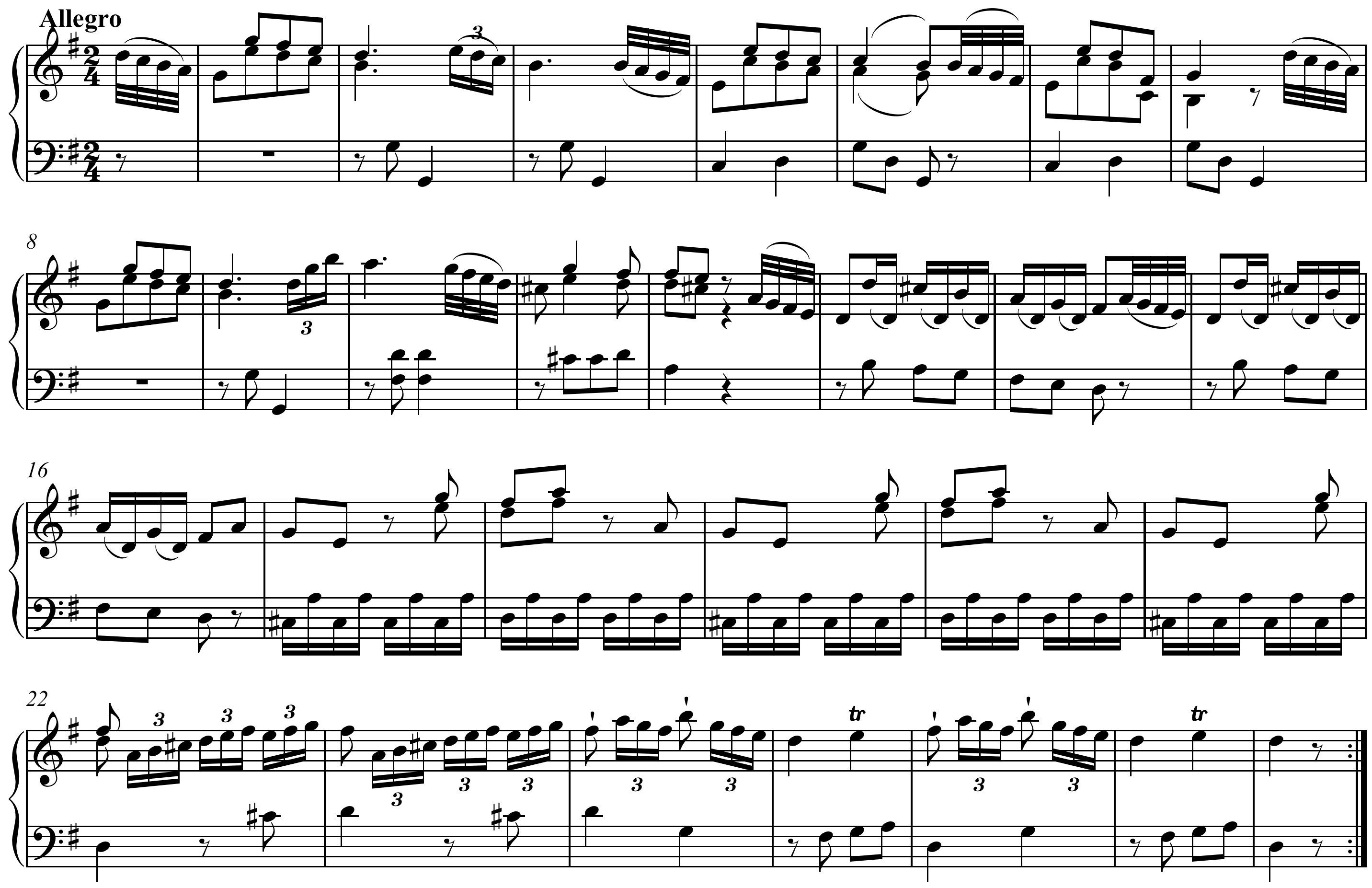
اکسپوزیسیون، سونات هایدن در سل ماژور

گُشایش یا اکسپوزیسیون (به انگلیسی: exposition) در دانش موسیقی، به بخش نخست از بخش‌های سه‌گانهٔ فرم سونات که در آن ایده‌های اصلی معرفی می‌شود، می‌گویند.
اصطلاح گشایش هم‌چنین به بخش نخستِ فوگ گفته می‌شود که در طی آن «سوژه» و «جواب سوژه» در بخش‌های مختلفِ صدایی به‌ترتیب ارائه می‌شود.